# Héctor Tapia
Pour les articles homonymes, voir Tapia.
Hector Tapia est un joueur de football chilien évoluant au poste d'attaquant né le 30 septembre 1977 à Santiago.

## Biographie
Il rejoint l'Universitad Catolica en mai 1999. Il signe au Lille OSC le 25 juin 2002. Il est prêté par le LOSC à Cruzeiro de l'été 2004 à décembre 2004. Il résilie son contrat avec le LOSC en janvier 2005. Il rejoint le FC Thoune en septembre 2006 et quitte le club suisse en janvier 2007. 

## Statistiques
| Saison      | Club                 | Pays   | Championnat      | Championnat | Championnat | Championnat  | Championnat  | Europe | Europe | Europe |
| Saison      | Club                 | Pays   | Division         | Matchs      | Buts        | Cartons      | Cartons      | Coupe  | Matchs | Buts   |
| Saison      | Club                 | Pays   | Division         | Matchs      | Buts        | Carton jaune | Carton rouge | Coupe  | Matchs | Buts   |
| ----------- | -------------------- | ------ | ---------------- | ----------- | ----------- | ------------ | ------------ | ------ | ------ | ------ |
| 1994 - 1994 | Colo-Colo            | Chili  | Primera División | 18          | 5           | ?            | ?            | /      | -      | -      |
| 1995 - 1995 | Colo-Colo            | Chili  | Primera División | 8           | 2           | ?            | ?            | /      | -      | -      |
| 1996 - 1996 | Colo-Colo            | Chili  | Primera División | 14          | 4           | ?            | ?            | /      | -      | -      |
| 1997 - 1997 | Colo-Colo            | Chili  | Primera División | 12          | 6           | ?            | ?            | /      | -      | -      |
| 1998 - 1998 | Colo-Colo            | Chili  | Primera División | 30          | 15          | ?            | ?            | /      | -      | -      |
| 1999 - 1999 | Colo-Colo            | Chili  | Primera División | -           | -           | ?            | ?            | /      | -      | -      |
| 1999 - 1999 | Universidad Católica | Chili  | Primera División | 15          | 9           | ?            | ?            | /      | -      | -      |
| 1999 - 2000 | AC Pérouse           | Italie | Serie A          | 4           | 0           | ?            | ?            | /      | -      | -      |
| 2000 - 2001 | AC Pérouse           | Italie | Serie A          | -           | -           | ?            | ?            | /      | -      | -      |
| 2001 - 2001 | Colo-Colo            | Chili  | Primera División | 26          | 24          | ?            | ?            | /      | -      | -      |
| 2002 - 2002 | CD Palestino         | Chili  | Primera División | 10          | 6           | ?            | ?            | /      | -      | -      |
| 2002 - 2003 | Lille OSC            | France | Ligue 1          | 16          | 3           | ?            | ?            | IT     | 3      | 0      |
| 2003 - 2004 | Lille OSC            | France | Ligue 1          | 21          | 2           | ?            | ?            | /      | -      | -      |
| 2004 - 2004 | Cruzeiro EC          | Brésil | Série A          | 22          | 4           | ?            | ?            | /      | -      | -      |
| 2005 - 2005 | Colo-Colo            | Chili  | Primera División | 29          | 16          | ?            | ?            | /      | -      | -      |
| 2006 - 2006 | Unión Española       | Chili  | Primera División | 20          | 0           | ?            | ?            | /      | -      | -      |
| 2006 - 2007 | FC Thoune            | Suisse | Super League     | 10          | 2           | ?            | ?            | /      | -      | -      |
| 2007 - 2008 | CD Palestino         | Chili  | Primera División | 14          | 8           | ?            | ?            | /      | -      | -      |
| 2008 - 2009 | Universidad Católica | Chili  | Primera División | ?           | ?           | ?            | ?            | /      | -      | -      |

## International
Depuis 1997, il compte 14 sélections en équipe nationale A pour laquelle il a inscrit 3 buts.

## Palmarès
- 3e avec sa sélection lors du mondial des - de 17 ans au Japon en 1993
- Champion du Chili en 1997
- Meilleur buteur du Championnat du Chili en 2001
- Finaliste de la Coupe Intertoto UEFA en août 2002.